# Сражение при Франклине
Сражение при Франклине (англ. Battle of Franklin) произошло 30 ноября 1864 года во время Франклин-нэшвиллской кампании на западном театре военных действий американской гражданской войны. Битва стала одним из самых тяжёлых поражений для армии Конфедеративных Штатов Америки. Теннессийская армия под командованием генерала Худа провела многочисленные фронтальные атаки на укрепленные позиции армии Союза под командованием генерала Джона Скофилда и не смогла помешать ему отступить к Нашвиллу.
Атака Конфедерации (которую иногда называют «Атакой Пикетта на Западе») из шести пехотных дивизий, состоящих из 18 бригад со 100 полками общей численностью почти 20 000 человек, привела к сокрушительным потерям среди личного состава и руководства Армии Теннесси — четырнадцать генералов Конфедерации (шесть убитых, семь раненых и один взятый в плен) и 55 полковых командиров стали жертвами. После поражения от Джорджа Томаса в последующем сражении при Нэшвилле Армия Теннесси отступила едва ли с половиной людей, с которыми она начала короткое наступление, и была фактически уничтожена как боевая сила на оставшуюся часть войны.

## Предыстория
После поражения в битве за Атланту Худ надеялся выманить генерал-майора Шермана на битву, поэтому решил ударить по железнодорожной линии снабжения от Чаттануга до Атланты. Шерман во время марша к морю, после короткого преследования Худа, решил продвигаться дальше к Саванне, таким образом отрезав свою армию от линий снабжения. Благодаря этому решению Шерману не пришлось защищать линии снабжения от постоянных атак армии Конфедератов.